# چندرسانه‌ای
| نمونه‌هایی از محتوا در شکل چندرسانه‌ای: | نمونه‌هایی از محتوا در شکل چندرسانه‌ای: | نمونه‌هایی از محتوا در شکل چندرسانه‌ای: |
| ------------------------------------- | ------------------------------------- | ------------------------------------- |
|                                       |                                       |                                       |
| متن                                   | گرافیک                                | شنیداری                               |
|                                       |                                       |                                       |
| پویانمایی                             | فیلم ویدئویی                          | تعاملی                                |

استفاده از رسانه‌های مختلف مانند متن، طراحی، گرافیک، عکس، صدا، ویدئو، انیمیشن… در کنار یکدیگر جهت انتقال بهتر پیام را چندرسانه‌ای گویند، که در مقابل برنامه‌های صرفاً متنی به کار می‌رود.
در چنین برنامه‌هایی تا حد امکان از متن کمتر استفاده شده و بار اصلی انتقال پیام بر عهده سایر رسانه‌های تصویری یا صوتی قرار می‌گیرد.
در تعریف چندرسانه‌ای معاصر، واژه کلیدی که سنت را تغییر شکل داده و رسانه‌ای جدید تولید می‌کند، رایانه است. رایانه، تکنیک‌های سنتی را برای ایجاد و ویرایش تمامی شکل‌های رسانه تغییر داده‌است. واژه پردازی جایگزین دستگاه تایپ شده‌است، لوح فشرده محصولات صوتی و موسیقی را متحول کرده‌است، دوربین‌های دیجیتال و نرم‌افزار ویرایش، فیلم و تاریکخانه را دگرگون کرده‌اند…
انقلاب چندرسانه‌ای تنها در مورد انجام امور سنتی به شیوه‌های جدید نیست، بلکه در مورد ایجاد رویکردهای جدید در ارتباطات، تجارت، آموزش و سرگرمی نیز هست. تلفن‌های همراه به پیام رسان‌های متنی، دوربین و نمایش‌های ویدئویی مجهز شده‌اند. تجارت الکترونیکی به خریداران امکان دستیابی لحظه‌ای به خدمات و محصولات بی شمار از طریق تصاویر، پیش نمایش‌ها (دمو)، نقدها و امکان مقایسه قیمت را می‌دهد. کلاسهای درس، دیوارهای فیزیکی را با رسانه دیجیتال از جمله گرافیک، انیمیشن، صدا و تصویر شکسته و در جریان شبکه‌های الکترونیکی سیر می‌کنند. شکل‌های جدید سرگرمی چون podcastها، بازی‌های رایانه‌ای، مسابقات آنلاین و فیلم‌های غیرتعاملی نیز این هنر-صنعت را متحول کرده‌است. در این موارد و مواردی مشابه آن، چندرسانه‌ای دیجیتال، دنیا را با فراهم آوردن امکان تعامل با اطلاعات به شیوه‌هایی جدید برای کاربران، متحول ساخته‌است.

## ویژگی‌های مهم

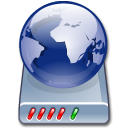
چند‌رسانه‌ای

ارائه ها چندرسانه‌ای را می‌توان از شخص در حال ارائه، پروژکتور، فرستنده یا نرم‌افزار مدیا پلیر دید.
فایل‌های چندرسانه‌ای (انگلیسی:Multimedia Files) فایل‌های نسبتاً جدید هستند و برای ذخیره‌سازی فایل‌های مختلف در یک فایل طراحی شده‌اند. در فایل‌های چندرسانه‌ای می‌توان مجموعه‌ای از اطلاعات صوتی، تصاویر، گرافیک، انیمیشن و غیره را همگی در فقط یک فایل در کنار هم ذخیره کرد. این موضوع اتفاق مهمی از نظر طراحی ساختار فایل بود زیرا ساختار فایل بسیار پیچیده‌ای را طلب می‌کند. فایلهایی مانند Quick Time Movie (mov) یا Mpeg و… چنین قابلیتی دارند.

## دسته‌بندی

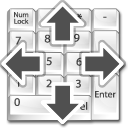
چندرسانه‌ای

### چندرسانه‌ای غیرخطی در مقابل خطی
(انگلیسی:Non-Linear VS. Linear Multimedia)ساده‌ترین نوع نمایش، یک نمایش خطی می‌باشد. این نوع نمایش را نمایش اسلایدی (Slide Show) نیز می‌گویند. مشخصه این نوع نمایش آن است که صفحاتی از محتوا در یک ترتیب از پیش تعریف شده می‌تواند به صورت خودکار، با زمان‌بندی مشخص، یا وابسته به اجرای یک رویداد خاص مانند کلیک(ماوس) ماوس، فشردن کلیدی از صفحه کلید و… اجرا شود. جهت حرکت نیز، در این نوع نمایش می‌تواند رو به جلو یا عقب باشد. یک نمایش خطی دارای یک آغاز و پایان مشخص است.
در مقابل، در فایلهای چندرسانه‌ای غیرخطی، با استفاده از ویژگی فرا رسانه، امکان حرکت روی محتوای چند رسانه‌ای با هر ترتیبی ممکن است. در واقع در این نوع محتوای چند رسانه‌ای امکان داشتن یک آغاز با چند پایان و حتی، در اکثر مواقع، بدون پایان مشخص نیز ممکن است.
در چنین نرم‌افزارهایی امکانات ناوبری (Navigation) به وسیلهٔ دکمه‌ها، منوها و… در اختیار کاربر قرار داده می‌شود و ویژگی مهمی که در این ارتباط باید رعایت شود این است که در یک محیط نرم‌افزاری چند رسانه‌ای هیچگاه کاربر نباید به یک بن‌بست برسد، و همیشه باید راه فراری برای دسترسی به منوها و سایر محتواها باید در اختیار وی قرار داده شود.

### چندرسانه‌ای محاوره‌ای
(انگلیسی:Interactive Multimedia)
در محیطهای چندرسانه‌ای غیر خطی کاربر می‌تواند با رابط کاربر نرم‌افزار، و با استفاده از کنترل‌های ناوبری در محاوره باشد و مطابق میل و سلیقه خود در محتوای مربوط جابجا شود. به چنین نرم‌افزاری، محاوره‌ای گفته می‌شود مانند نرم‌افزارهای چند رسانه‌ای آموزشی و فیلمها. برای مثال شما می‌توانید در یک محیط محاوره‌ای در زمان دلخواه به درس مورد نظر خود بروید یا به سوالات چند گزینه‌ای پاسخ داده و نتیجه آزمون خود را مشاهده کنید.

## رابط گرافیکی کاربر
(انگلیسی:Graphical User Interface/GUI) در دنیای رایانه اصطلاحی وجود دارد به نام سکو (Platform)، یک سکو، ترکیبی است از معماری سخت‌افزاری و سیستم‌عامل مدیریت‌کننده آن سخت‌افزار. در اکثر مواقع منظور از سکو همان سیستم‌عامل (Operating System) می‌باشد. در گذشته همه سیستم‌عامل ها حالت متنی (Text Mode) بودند، بدین معنی که کاربر باید خواسته‌های خود را در قالب فرامین در محیط خط فرمان (CMD- Command Prompt) تایپ می‌کرد تا سیستم‌عامل بتواند متوجه آن شده، فرامین مورد نظر را برای ماشین ترجمه کند.
اولین بار رابط گرافیک کاربر توسط شرکت اَپل (Apple) در ۱۹۸۴ عرضه شد که سیستم‌عامل مربوط Mac OS نامگذاری گردید. رابط گرافیکی با استفاده از سمبل‌ها و تصاویر گرافیکی سعی در ایجاد عناصری با معنی خاص می‌نماید که کار با رایانه را بسیار راحت‌تر می‌کند. در واقع با پدید آمدن تکنولوژی GUI به نوعی همه نرم‌افزارها چند رسانه‌ای شدند و استفاده از مؤلفه‌های تصویری در آن‌ها به شدت افزایش یافت.
از اینجا به بعد تعریف نرم‌افزارهای چندرسانه‌ای به نوعی خاص تر و محدود تر شد و شامل نرم‌افزارهایی می‌شد که تأکید اصلی در آن‌ها بر سایر رسانه‌ها، علاوه بر متن، می‌شد برای مثال نرم‌افزارهای آموزشی محاوره‌ای، بازی‌های رایانه‌ای، نرم‌افزارهای تبلیغاتی محاوره‌ای و غیره که در آن‌ها کاربر بدون نیاز به تایپ چیزی یا با حداقل استفاده از صفحه کلید می‌تواند در محتوای ایجاد شده حرکت کند و ضمناً محتوای نرم‌افزار مربوط نیز سعی می‌کند از متن کمتر استفاده کرده و موضوعات مورد نظر را با سایر رسانه‌ها مانند صدا، تصویر، گرافیک، انیمیشن و غیره ارائه نماید.